# Tallie Medel
Tallie Medel (* 10. Mai 1986 in Ketchikan, Alaska) ist eine nichtbinäre US-amerikanische Schauspielerin, Comedienne, Autorin sowie Lehrerin für Comedy– und Tanzkurse.

## Leben
Tallie Medel wurde 1986 in Ketchikan, Alaska geboren und besuchte die Ketchikan High School sowie die Ketchikan Theatre Ballet School of Dance. Nach ihrem Abschluss zog sie 2004 nach Boston, um am Emerson College Schauspiel– und Theaterpädagogik zu studieren. 2009 gründete sie gemeinsam mit Sunita Mani und Eleanore Pienta die Comedy-Gruppierung Cocoon Central Dance Team in New York City.
Ab 2012 nahm sie vermehrt Rollen in überwiegend Kurz– und Independentfilmen an.

## Filmografie (Auswahl)
- 2012: The Unspeakable Act
- 2014: Joy Kevin
- 2014: Uncertain Terms
- 2015: Stinking Heaven
- 2015: Valedictorian
- 2015: Abby Singer/Songwriter
- 2018: Notes on an Appearance
- 2018: Jules of Light and Dark
- 2019: Fourteen
- 2019: The Carnivores (auch Drehbuch)
- 2022: Everything Everywhere All at Once